# Mário Pasqualotto
Mário Pasqualotto PIME (* 25. Juni 1938 in Valenza) ist ein italienischer Geistlicher und emeritierter Weihbischof in Manaus.

## Leben
Mário Pasqualotto trat der Ordensgemeinschaft des Päpstlichen Instituts für die auswärtigen Missionen bei und empfing am 26. Juni 1965 die Priesterweihe. 
Papst Johannes Paul II. ernannte ihn am 2. Juni 1999 zum Titularbischof von Vicus Caesaris und Weihbischof in Manaus. Der Erzbischof von Manaus, Luiz Soares Vieira, spendete ihm am 15. August desselben Jahres die Bischofsweihe; Mitkonsekratoren waren der Bischof von Treviso, Paolo Magnani, und der Prälat von Lábrea, Jesús Moraza Ruiz de Azúa OAR. Als Wahlspruch wählte er UT UNUM SINT.
Am 17. Juli 2013 nahm Papst Franziskus seinen altersbedingten Rücktritt an.